# Sebastião Salgado
Sebastião Salgado (Aimorés, Minas Gerais, 8 de febrero de 1944 - París, 23 de mayo de 2025) fue un fotógrafo sociodocumental y fotorreportero brasileño.
Viajó a más de 100 países por sus proyectos fotográficos. La mayor parte de estos han aparecido en numerosas publicaciones y libros. Exhibiciones itinerantes de su trabajo han sido mostradas en todo el mundo. El galerista Hal Gould lo considera el mejor fotógrafo de los comienzos del siglo XXI.[cita requerida] Recibió numerosos premios internacionales, entre ellos el Premio Príncipe de Asturias de las Artes, en 1998, o el Premio W. Eugene Smith de Fotografía Humanitaria, en 1982.

## Biografía
Estudió economía en la Universidad de São Paulo y en la Universidad de Vanderbit de Estados Unidos. En 1968 logró el máster en economía. Entre los años 1969 y 1971 viajó a París en donde obtuvo el doctorado en la Escuela Nacional de Estadística Económica. Trabajó en la administración de la Organización Internacional del Café (OIC) hasta 1973, cuando decidió dedicarse a la fotografía, terreno al que llegó relativamente tarde y de modo autodidacta. En su carrera como fotógrafo comenzó trabajando para la agencia Gamma con sede en París para, luego, en 1979 unirse a Magnum Photos. En 1994 dejó Magnum para formar su propia agencia Amazonas Images en París y representar así su obra.

## Obra
Salgado perteneció a la tradición de la fotografía sociodocumental: destaca en su obra la documentación del trabajo de personas en países menos desarrollados o en situación de pobreza. En la introducción a Éxodos (2000) dice: «Más que nunca, siento que solo hay una raza humana. Más allá de las diferencias de color, de lenguaje, de cultura y posibilidades, los sentimientos y reacciones de cada individuo son idénticos». En 2001 llegó a ser nominado representante especial de Unicef por su labor.
Trabajó en proyectos propios de larga duración, algunos de los cuales han sido publicados en libros como Otras Américas o Éxodos. Sus fotografías más conocidas podrían ser las realizadas en las minas de oro de Serra Pelada en Brasil. Se caracterizó por fotografiar en blanco y negro con una cámara Leica.
En 1989 recibió el Premio internacional de la fundación Hasselblad.
En junio de 2007, tras recibir el Premio Príncipe de Asturias de las Artes, hubo una gran exposición antológica sobre su trabajo en el festival internacional de PHotoEspaña, Madrid, donde ganó el Premio del Público.

## Instituto Terra: reforestación forestal
Mientras su fama creció en el mundo de la fotografía, formando parte de la Agencia Magnum, su esposa Lélia Wanick ejerció de editora de sus obras para publicarlas en libros y exhibiciones. En los años 90 ambos deciden regresar a Minas Gerais en Brasil, al recibir un campo totalmente arrasado y erosionado que pertenecía a la familia de Sebastião. 
Tras pasar años capturando imágenes de los momentos más duros de la historia de la humanidad y cansado de los horrores que había presenciado, fue en esta región que junto a Lélia tomaron la decisión de volver esta tierra a su estado natural, el bosque subtropical del tipo atlántico. En 1998 formaron el Instituto Terra y con Lélia como presidenta del proyecto, comenzaron a reforestar la tierra. Con más de 4 millones de semillas de especies nativas, reforestaron por completo la Hacienda Bulcao con su flora original, dándole vida a un proyecto emblemático y esperanzador para todo el mundo.
Con el tiempo Salgado fue dejando de lado, aunque no del todo, la fotografía sociodocumental para llevar sus trabajos al campo del medioambiente y la conexión del ser humano con él. Mientras se reforestaba la hacienda, tomó imágenes que fueron una forma de legado visual sobre la Tierra y su belleza, que luego fueron publicadas en su obra titulada Génesis.
El Instituto Terra ha recuperado más de 297 especies de árboles nativos. En un total de 710 hectáreas ha acogido de manera natural a diversos animales, y se convirtió en un foco permanente de difusión por la conservación del planeta. La hacienda cuenta con asesoramiento para agricultores y un programa educativo que difunde los beneficios de la conservación de los bosques y el agua, creando conciencia ambiental.

## Críticas
Durante los inicios del año 2000, periodistas de The New York Times y la escritora Susan Sontag criticaron las fotografías de Salgado. El fotógrafo fue acusado de utilizar de manera cínica y comercial la miseria humana, de exponer de manera bella las situaciones dramáticas corriendo el riesgo de hacer perder su autenticidad.
Como respuesta, Salgado apuntó que él fotografiaba su mundo. En la entrevista citada también explica que el uso de blanco y negro buscaba evitar que los protagonistas de su obra fueran relegados. 

## Libros publicados
- GOLD (2020)
- Génesis (2013)
- Éxodos (2000)
- La mina de oro de Serra Pelada (1999)
- Terra (1997)
- Trabalhadores (1996)
- La Mano del Hombre (1993)
- Sahel: l'Homme en Détresse, Prisma Presse and Centre National de la Photographie, pour Médecins sans frontières, France (1986)
- Otras Américas (1986)
- Les Hmongs, Médecins sans frontières, Chêne/Hachette, París (1982).